# Kabinett Sunila I
Das Kabinett Sunila I war das 15. Kabinett in der Geschichte Finnlands. Es amtierte vom 17. Dezember 1927 bis zum 22. Dezember 1928. Das Kabinett bestand  
aus Ministern des Landbunds (ML) sowie drei Parteilosen.

## Minister
| Ressort                                   | Name               | Partei     | Amtszeitbeginn    | Amtszeitende      |
| ----------------------------------------- | ------------------ | ---------- | ----------------- | ----------------- |
| Ministerpräsident                         | Juho Sunila        | ML         | 17. Dezember 1927 | 22. Dezember 1928 |
| Äußeres                                   | Hjalmar Procopé    | unabhängig | 17. Dezember 1927 | 22. Dezember 1928 |
| Justiz                                    | Torsten Malinen    | unabhängig | 17. Dezember 1927 | 22. Dezember 1928 |
| Inneres                                   | Matti Aura         | unabhängig | 17. Dezember 1927 | 22. Dezember 1928 |
| Verteidigung                              | Jalo Lahdensuo     | ML         | 17. Dezember 1927 | 22. Dezember 1928 |
| Finanzen                                  | Juho Niukkanen     | ML         | 17. Dezember 1927 | 22. Dezember 1928 |
| Bildung                                   | Antti Kukkonen     | ML         | 17. Dezember 1927 | 22. Dezember 1928 |
| Landwirtschaft                            | Sigurd Mattsson    | ML         | 17. Dezember 1927 | 22. Dezember 1928 |
| stellvertretender Landwirtschaftsminister | Vihtori Vesterinen | ML         | 17. Dezember 1927 | 16. Oktober 1928  |
| stellvertretender Landwirtschaftsminister | Kalle Jutila       | ML         | 16. Oktober 1928  | 22. Dezember 1928 |
| Verkehr und öffentliche Arbeiten          | Eemil Hynninen     | ML         | 17. Dezember 1927 | 22. Dezember 1928 |
| Handel und Industrie                      | Pekka Heikkinen    | ML         | 17. Dezember 1927 | 22. Dezember 1928 |
| Soziales                                  | Kalle Lohi         | ML         | 17. Dezember 1927 | 22. Dezember 1928 |
| Minister ohne Portfolio                   | Kalle Jutila       | ML         | 17. Dezember 1927 | 16. Oktober 1928  |